# Achois (Califòrnia)
Achois (també, Achoic Comihauit) és un antic assentament dels amerindis Tongva a la Vall de San Fernando (San Fernando Valley) del Comtat de Los Angeles de Califòrnia, Estats Units.
Va estar situat a la Missió de San Fernando Rey de España, com una ranxeria d'indis de missió.